# Mexicaanse Communistische Partij
De Mexicaanse Communistische Partij (Spaans: Partido Comunista Mexicano, PCM) was een communistische politieke partij in Mexico.
De partij werd in 1919 opgericht door een groep Amerikaanse en Mexicaanse communisten bestaande uit Manabendra Nath Roy, Frank Seaman, Evelyn Roy, José Allen, Eduardo Camacho, Vicente Ferrer Aldana en Leonardo Hernández, als samenvoeging van de Socialistische Arbeiderspartij en de Nationale Socialistische Partij. Het eerste grote partijcongres vond plaats in 1921, waarbij werd besloten zich te liëren aan de Comintern en de Sovjet-Unie maar ook om niet deel te nemen aan verkiezingen, een standpunt dat naar voren werd gebracht door de anarchistische vleugel van de partij en waar niet alle orthodoxe marxisten tevreden mee waren. De partij steunde in 1924 de presidentscampagne van Plutarco Elías Calles, hopende dat deze zijn beloften voor landhervorming na zou komen, en organiseerde milities om het federale leger te steunen tegen de opstandelingen van Adolfo de la Huerta.
De partij werd desalniettemin voortdurend lastiggevallen door de regering. Er werd een aanslag gepleegd op secretaris-generaal Hernán Laborde, Valentín Campa werd gegijzeld en meerdere leden werden vermoord. Na een grote straatdemonstratie in 1930 werd de partij verboden. President Lázaro Cárdenas hief het verbod vijf jaar later op.
In de jaren '20 en 30 werd partij verscheurd door interne twisten, wat onder andere leidde tot het uitstoten van het schilderskoppel Diego Rivera en Frida Kahlo omdat zij de naar Mexico gevluchte Leon Trotski onderdak hadden geboden. Onder Cárdenas vormden veel PCM-leden de kern voor de nieuw opgerichte Confederatie van Mexicaanse Arbeiders (CTM), dat zou uitgroeien als de grootste vakbond van het land, maar naarmate de CTM snel conservatiever werd verlieten veel communisten deze vakbond, en probeerden onafhankelijke vakbonden op te richten, wat vaak onmogelijk werd gemaakt door de regering. De moord op Trotski zorgde voor nieuwe verdeeldheid in de partij, verschillende prominenten verlieten de partij en richtten enkele jaren later de Arbeiders en Boerenpartij van Mexico (PCOM) op, terwijl ook de Socialistische Volkspartij (PPS) voor een groot deel bestond uit ex-PCM-leden.
In 1946 verloor de partij wederom haar registratie omdat ze niet genoeg leden meer had, hoewel wel vermoed wordt dat dit mede kwam doordat veel leden uit angst voor vervolging niet voor hun lidmaatschap uit durfden te komen. De partij poogde herhaaldelijk zonder succes officiële erkenning te verkrijgen. Ook het Kiesfront van het Volk (FEP), een electorale tak van de PCM die meerdere malen kandidaten voor verkiezingen voorstelde, kreeg geen officiële erkenning. Een grote spoorwegstaking in 1960 deed veel van de partijleden in de gevangenis belanden. De partij won aan sterkte tijdens de studentenbeweging van 1968, toen veel jongeren en intellectuelen zich begonnen te verzetten tegen de regerende Institutioneel Revolutionaire Partij (PRI), hoewel in de nacht van 26 juli van dat jaar vrijwel de hele partijtop gearresteerd en gevangengezet werd. De Mexicaanse regering bleef echter de PCM beschuldigen van de studentenonlusten, terwijl in werkelijkheid zoveel PCM-leden gevangen zaten dat de partij niet eens meer in staat was een grote bijdrage te leveren aan de protesten. De studentenbeweging kwam tot een abrupt einde met het bloedbad van Tlatelolco op 2 oktober 1968.
De meeste gevangen PCM-leden werden in 1969 vrijgelaten, waarna werd overeengekomen de PCOM en de PCM te herenigen. In hetzelfde jaar besloot het centraal comité haar positie te matigen. De partij erkende niet langer de leidende rol van de Sovjet-Unie, en erkende dat er meerdere vormen van communisme mogelijk waren. De partij besloot een eurocommunistische positie in te nemen.
In het kader van de democratische opening voerde de Mexicaanse regering in 1978 de Federale Wet voor Organisaties en Politieke en Electorale Processen (LOPPE) door, die ervoor zorgde dat de PCM eindelijk deel kon nemen aan verkiezingen. In een verbinding met de Partij van het Mexicaanse Volk (PPM) haalde de partij in 1979 5,1% van de stemmen, waarmee de communisten 18 zetels in de Kamer van Afgevaardigden kregen. Intussen waren gesprekken over samenvoeging met andere linkse bewegingen begonnen. In november 1981 werd besloten tot opheffing van de PCM, die samen met de PPM, de Beweging van Revolutionaire Actie (MAR) en de Beweging van Socialistische Actie en Eenheid (MAUS) opging in de Verenigde Socialistische Partij van Mexico (PSUM).

## Presidentskandidaten
- 1924: Plutarco Elías Calles
- 1929: Pedro Rodríguez Triana
- 1934: Hernán Laborde
- 1940: Manuel Ávila Camacho
- 1946: Miguel Alemán Valdés
- 1952: Vicente Lombardo Toledano
- 1964: Ramón Danzos (kandidatuur niet officieel erkend)
- 1976: Valentín Campa (kandidatuur niet officieel erkend)

PAN · PRI · PVEM · PT · MC · Morena